# Священні природні об'єкти
Священні природні об'єкти — це гори, гаї, криниці, інші водні джерела, дерева, валуни, а також деякі види тварин або рослин, яким приписуються надприродні риси і які володіють священною цінністю.

## Священні гори
Священні гори — підвищені частини ландшафту, шановані як місце перебування бога, божества, що володіють священними властивостями. Священні гори широко шануються різними релігіями. Багато відомих святих, пророків і засновників релігій (Заратустра, Авраам, Ісус Христос, Мухаммед, Мойсей, Будда) були в тій чи іншій мірі пов'язані зі священними горами. Священні гори є в  Індії, Тибеті,  Китаї,  Японії, США, Південній Америці,  Африці. Так, гора Сіон в Ізраїлі є священною для мусульман, юдеїв і християн. Гора Фудзі в Японії є священною горою для японців, гора Кайлас в Індії священна для індусів, буддистів, джайністів і бон.

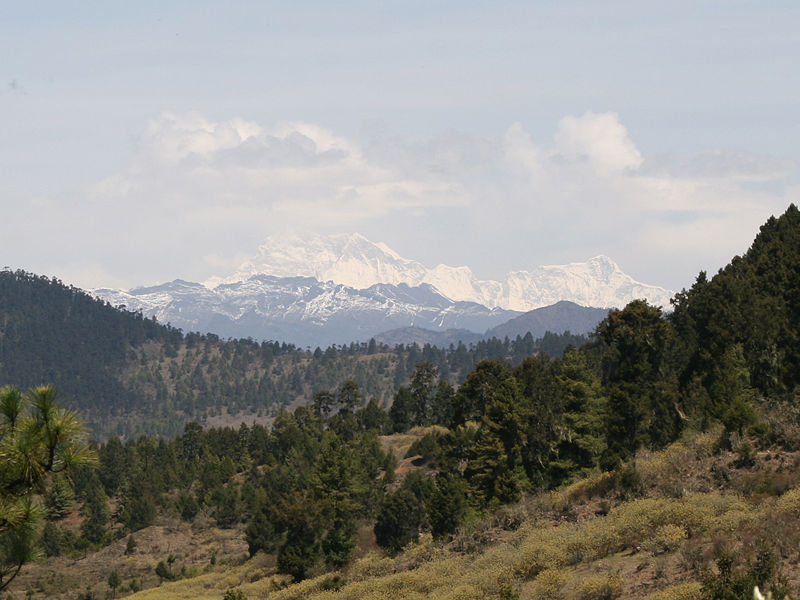
Гангкхар Пуенсум (Gangkhar Puensum) — священна гора в Бутані, є його найвищою точкою. Маючи висоту над рівнем моря 7570 м і відносну висоту близько 2990 м, є найвищою непідкореною вершиною у світі.

До священних гір  України відносяться Святі гори в  Донецькій області, Страдчанська гора біля  Львова, а також гори Свята, Сурб-Хаг і Чатирдаг в Криму. Святі гори — символ нескінченності і вічності, їх цінують за величність і стабільність, як святі монументи, місця поклоніння і ради. Вони поділяють різні рівні космосу. З плином часу погляди на священну гору можуть змінюватися. Пік, якому спочатку поклонялися як джерелу води, може почати розглядатися як обитель бога.

## Священні камені
Священні валуни — крупні камені, валуни, що мають релігійну цінність для місцевих жителів. Так, у  Житомирській області (так зване Кам'яне село в  Олевському районі) є валуни, які є об'єктами природно-заповідного фонду, які вважаються у місцевих жителів священними через наявність у них нібито сліду від ступні  Богородиці. У  Росії, під містом Углич, мався Пєтухов камінь, що вважався священним у місцевих жителів.
Чудодійна сила природних каменів була відома людям з давніх часів. Камені обожнювалися, їм поклонялися, використовували їх в релігійних обрядах. Залишки каменів, які служили об'єктами поклоніння, розкидані по всій земній кулі. Одним з характерних прикладів культу каменів є менгіри — комплекс мегалітів у Карнаці (південна Бретань), спорудження з декількох тисяч гігантських неотесаних каменів, покладених у одинадцять рядів. Існує версія, що культовий пам'ятник Карнака — символ астрономічних знань древності. Представляють інтерес також колодоподібні камені, що свідчать про те, що люди давнини були майстерними механіками. Реліктові валуни поставлені один на одного так, що стикаються однією або двома точками. Найменший тиск на них змушує їх гойдатися, але навіть значних зусиль недостатньо для того, щоб скинути їх. Історія не зберегла імен механіків давнини, що створили таке диво.
Стародавні греки і римляни приписували спорудження такої конструкції богам і називали ці камені живими. Самим знаменитим з них був Гігорський камінь у Гібралтарській протоці. Його можна було змусити гойдатися стеблом нарциса, але зіштовхнути — неможливо зусиллями навіть цілого війська. Легенди про Атлантиду говорять, що в давні часи кристали генерували енергію для цілих міст, але люди стали зловживати цим, що закінчилося вселенським потопом і руйнуванням цивілізації атлантів.
Деякі езотерики стверджують, що чудові єгипетські піраміди були пов'язані через кристали з каналом космічних сил унаслідок досконалих геометричних форм. А мудрість Присвячених, пронесена крізь століття і дарована людям Гермесом Трисмегістом, була записана на «Смарагдовій скрижалі». Переказ також стверджує, що на давній прабатьківщині русів, в  Арктиді, на вершині гори жрець Гендріх побудував чудовий храм. У храмі перебувала Священна книга русів, яка лежала на розкішному святилищі у вигляді незвичайного сяючого камня.
Дивна історія базальтової брили, що досі лежить на березі одного з озер в середній смузі Росії, відомої як  «Синь-камінь». Згідно з дослідженнями вчених, цей шматок базальту влаштувався в цій місцевості в дольодовиковий період, задовго до того, як на берегах озера з'явилися люди. З часів  язичництва існує звичай просити у Синь-каменю удачі у всіх справах: люди і сьогодні приходять до нього, загадують бажання і зав'язують на пам'ять про це стрічечки на гілках чагарнику поруч з каменем. Щоб припинити «язичницьке біснування», було вирішено засипати брилу землею. Ченці довколишнього монастиря, селяни і князівські люди трудилися не покладаючи рук — брила-то не маленька, — і незабаром на місці Синь-каменю утворився високий пагорб. Однак не минуло й півстоліття, як вся земля з каменю якось сама собою обсипалася і люди знову стали потайки приходити до нього за удачей. Синь-камінь став справжнім каменем роздору між православними священиками і місцевим населенням. Вже в післяпетровську епоху радикальним методом викорінення місцевих язичницьких вірувань у магічну силу брили стало перевезення її на інше місце. Величезними зусиллями камінь викорчували з ґрунту, завантажили на спеціально споруджені сани і потягли на інший берег по льоду замерзлого озера. Озеро неглибоке, тому взимку промерзає майже до дна. Але до протилежного берега камінь не довезли. Десь на півдорозі лід проломився і базальтова брила лягла на дно. Здавалося б, з каменем покінчено. Але через кілька років він з'явився на поверхні води недалеко від середини озера і з кожним роком якимось незрозумілим чином пересувався трохи ближче до рідного берега. Зараз Синь-камінь займає своє законне місце, як і в дольодовиковий період.
Не дивлячись на боротьбу християнської церкви з усіма проявами язичництва, відображення культу каменів можна знайти і в  Біблії, і в працях християнських богословів. Про це свідчать такі вирази, як «скеля притулку», на якій Церква Христова має бути заснована, наріжний камінь, знехтуваний будівельниками, кам'яна подушка Якова, яку він влаштував і полив маслом, праща Давида, або ремінний камінь, гора Моріа, на якій був споруджений вівтар храму царя Соломона, білий камінь откровенія. На вершині гори Синай Мойсей отримав від Єгови два камені, на яких перстом Самого Бога Ізраїля накреслені Десять Заповідей.
Камені були частиною божественного сапфіра Шетія, який Найвищий, відламавши від власного трону, кинув у Безодню, щоб він став підставою, що народжує світи. Цей священний камінь, утворений з небесної роси, розділився диханням Бога, і на двох його частинах чорним вогнем були накреслені букви Закону. Мойсей міг читати гарячі букви із зворотного боку, оскільки величезний коштовний камінь був прозорим («Зогар»). Повернувшись, Мойсей побачив, що в його відсутність ізраїльтяни стали поклонятися ідолам, і порахував народ негідним прийняти сапфірову скрижаль. Він розбив їх, щоб таємниця Єгови ніколи не була порушена. Замість них Мойсей дав народу дві скрижалі з грубого каменю, на яких вирізав десять древніх письмен. Якщо сапфірові скрижалі відкривали вічні істини, то кам'яні — несли на собі тільки тимчасові закони.
В Біблії також дано докладний опис урочистого облачіння первосвященика, що включає нагрудну пластину — ефуд. На ньому в 4 ряди були розташовані 12 каменів по 3 каменю в кожному ряду. Точно співвіднести давньоєврейські назви каменів з сучасними не завжди вдається. Усі дослідники згодні, що в ефуді були представлені смарагд, хризоліт, онікс, яшма, аметист, агат. З приводу інших шести каменів є розбіжності: це можуть бути карнеол, топаз, рубін, сапфір, алмаз, гіацинт або перидот, сердолік, гранат, лазурит, бурштин, бірюза. Як би там не було, але нагрудна пластина первосвященика, дорогоцінні камені в ній і їх розташування мали глибинний сенс, незрозумілий непосвященним. Дорогоцінні камені прикрашають облачіння і християнських служителів Бога. У XII—XII століттях церква навіть розробила ритуал освячення каменів-самоцвітів. Загорнувши камінь у полотно, священик виголошував над ними молитву, яка закінчувалася словами: «Благослови дію сили їх, яку ти дав їм (камінню), кожному за родом його. І хто б не носив їх, завжди відчуваючи їх присутність і могутність, нехай буде він гідний захисту силою їх. Подякуємо тобі, Господь».
У мусульман також є камені, що мають сакральне значення. Головний з них — Чорний камінь з храму Кааба в  Мецці. Учасники ритуальних процесій ще в доісламські часи намагалися доторкнутися до Чорного каменю, сподіваючись, що укладена в ньому сила перейде до них. Кажуть, що спочатку він був білим і таким яскравим, що його можна було бачити за багато днів шляху до пришестя до Мекки. Але століття минали, і він почорнів від сліз пілігримів і гріхів світу. Легенди і сказання про дивовижні камені існують у кожного народу. Їх магічна сила проходить крізь століття, анітрохи не зменшуючись з часом. Завдяки їй вони здатні впливати на життя і долю кожної людини, яка до них доторкнеться. Вони захищають і приносять щастя, але можуть і стати причиною смуги невдач, якщо підібрані неправильно. Тому вибір свого особистого амулета або талісману — справа дуже серйозна.

## Священні гаї
Священні гаї — невеликі ділянки дикого лісу, іноді шанують як місце перебування божества, де нерідко місцевим населенням за традицією дотримується суворий заповідний режим. Щоб не потривожити богів, в них нічого не можна робити або забирати з собою. Заходили в священні гаї тільки обрані, та й то по великих святах і з обережністю. Більшість священних гаїв були неприкрашеними, вільними від штучної модифікації та маніпуляції. У них панувала абсолютна заповідність, і охоронний режим у них був суворіший, ніж у сучасних природних заповідників.
"Поклоніння природі серед первісних індо-європейських народів свідчить про традиційну тему священних природних місць, вільних від осквернення людьми і їх технологією. Такі священні природні місця були дикою природою в найглибшому сенсі, вони були наповнені вольової силою — вольовими, повними волі, непідвладними контролю і з духом, "- писав дослідник священних гаїв Дж. Вест. Священні гаї поширені у язичників, буддистів, індуїстів, джайністів, мусульман. В даний час чимало священних гаїв збереглося в Індії, Китаї, в Росії (Урал, Кавказ, Сибір, Поволжя). В Україні відомий священний гай караїмів Балта-Тиймез в Криму під  Бахчисараєм.
У багатьох народів існували священні гаї, де, за їх віруваннями, мешкали боги. Римський історик Тацит вважав ліс природною обителлю богів. У давньогрецьких і римських лісах жили лісові  німфи, що захищають і охороняють ліс від непроханих і небажаних гостей. Відомі божества, що мають уже безпосередній зв'язок з лісом, хоча їх «функції» і не обмежуються цим. Такий, наприклад, давньогрецький бог плодоносних сил землі Діоніс. Свиту Діоніса становить бог стихійних сил природи, лісів, полів і стад  Пан, а також численні духи родючості та помічники — сатири, силени,  менади. У римській міфології їм близькі Бахус, Сильван, фавни.
Про священні гаї кельтських жерців —  друїдів — розповідають Цезар, Лукіан і інші римські автори. За їхніми описами потаємні гаї та ліси були житлом друїдів, де вони вчили молодих жерців і виконували священні обряди.

## Священні дерева
Священні дерева — дерева певної породи або окремо стоячі дерева, що мають зв'язок з божествами, духами, які є тотемами. Релігійне «наповнення» дерева може залежати від його розташування, породи, віку, форми і розміру. Священні дерева шануються в Росії на Кавказі, Поволжі (татари, марі, ерзя), на Уралі і в Сибіру. В Україні кілька священних караїмських і татарських дерев були відомі в Криму. Деякі дерева починають шануватися серед місцевих жителів як священні унаслідок виступу на зрізаній деревині (після удару блискавки або обрізки сучків) лику Богородиці чи святих угодників.

## Священні криниці
Священні криниці — джерела, колодязі, які іноді присвячені певному святому або божеству. Вода в них вважається цілющою або мають надприродні властивості (викликають дощ, бачення святих, поява ікон і т.і.). Священні криниці широко шануються різними релігіями. Священні криниці шануються населенням в Польщі, Росії, Білорусі, Україні. В Україні їх налічується десятки. Як правило, вони огороджені, біля них встановлені хрести, на яких є ікони, повішені рушники та вінки з квітів. Деякі священні криниці, як джерело Богородиці в  Черняхівському районі  Житомирської області, є об'єктами природно-заповідного фонду та охороняються державою. Під час радянської влади багато священних криниць було знищено. Відомі також інші священні водні об'єкти — річки, озера.

## Священні тварини
Священні тварини — певні види тварин (найчастіше змії, птахи, звірі, риби, комахи), що мають зв'язок з божествами, духами, які є тотемом. Релігійне «наповнення» часто залежить від зовнішнього вигляду і, часом, від агресивності по відношенню до людини. У багатьох сибірських народів до священних відноситься ворон, орел, лебідь. У Стародавній Греції журавель вважався священним птахом Аполлона, Деметри та Гермеса, в Єгипті — Тота, де поряд з ібісом його вважали птахом сонця. Білий лелека вважається священним птахом у вірмен і турків. Багато видів змій є священними в Індії, до інших тварин, до яких індуси ставляться з релігійним шануванням, є корова.

## Священні рослини
Священні рослини — певні види рослин (найчастіше деякі види великих дерев — баобаб, липа, дуб, а також лікарські види трав'янистих рослин) мають зв'язок з божествами, духами, які є тотемами. У стародавніх германців до священних рослин належала омела. Стародавні слов'яни й литовці шанували дуби. У індусів до священних рослин належать баньян, піпул, білва і тамариндове дерево.

### Кельтські священні дерева
По віруваннях ірландців, з насіння Світового Древа виросли 5 священних дерев Ірландії. Це тис Ео Росса, дуб Ео Мугніє, ясени Біле Дате, Кра-еб Уісніг і Біле Тортан. Із звичайними рослинами ці дерева зближує те, що вони невічні на відміну від Світового древа і Древа пізнання. Вони смертні, подібно будь-якому живому дереву. Проте звичайними деревами їх не назвеш, наприклад Ео Мугніє «давав плоди тричі на рік — прекрасні, небачені яблука, горіхи, круглі і червоні, немов кров, та міцні коричневі жолуді». Ці 5 дерев не є віссю світу, як Світове дерево, вони утворюють символ вищого порядку — хрест, який служив стародавнім кельтам своєрідною системою координат, а самі дерева — символами 5 королівств Ірландії. Священні дерева Ірландії померли від старості. А священні гаї друїдів інших країн вирубали римські легіонери, а потім і християнські місіонери. Загадковий рогатий кельтський бог Цернунос, що охороняє ліс, не зміг їм протистояти.

### Священні дерева індусів
У текстах стародавніх книг Індії часто згадуються священні рослини, які беруть участь у житті богів, які є їх житлом, а іноді і втіленням. Крім священного баньяна, що виступав як уособлення божественної тріади (Брахма, Вішну, Шива), кожен з численних богів мав власне священне дерево. Так, біля храмів, присвячених Шиві, удосталь виростають невисокі дерева шами з родини бобових (шами в перекладі з санскриту означає «стручок»). Дружина Шиви — Дурга, Парваті — обрала своєю рослиною бананову пальму. Цікаво, що, незважаючи на те що суцвіття банана несуть як жіночі, так і чоловічі квіти, плоди утворюються без запилення виключно з жіночих квітів. Цей спосіб утворення плодів відомий як «партенокарпія» і не вимагає «чоловічої» участі. Вішну мешкає в гілках загадкового дерева кадамба, одного з небагатьох дерев, що зацвітають в сезон дощів. Яскраво-жовті кулясті суцвіття кадамби нагадують сонце, тому в індійській філософії дерево Вішну асоціюється з духовним зростанням і проясненням. Дружина Вішну — Лакшмі — втілюється в дереві бел, соковиті плоди якого називають «золотими яблуками». Індійський бог кохання Кама втілюється в дереві ашока, що виділяється особливою красою квітів і божественним запахом, який посилюється з настанням ночі. Вважається, що ашока не росте там, де не ступала жіноча нога, тому що вимагає жіночої ніжності та чутливості. Також Кама володіє квітами манго, чарівного дерева, яке виконує всі бажання, і його гілками з молодими листям. Манго також символ любові та самопожертви, весільні вбрання нареченого і нареченої обов'язково включають вінки з гілок і квітів манго. Крішна втілюється в дерево ашваттха (бодхарума) — один з видів індійського фікуса. У Ведах говориться, що люди вперше видобули вогонь тертям двох паличок з дерева ашваттха. За пошкодження цього дерева винуватцю загрожує страшна кара в цьому та майбутніх життях. Подруга Крішни Радха представляється в образі невеликого деревця туласі, званого також «священним базиліком». Ці деревця садять навколо храмів, щоб втомлений подорожній міг не тільки відпочити біля храму, а й відновити сили: листочок туласі, покладений на язик, притуплює відчуття спраги і додає сил і бадьорості.

### Священні дерева буддистів
Оскільки Будда народився і жив в Індії, у буддистів священними вважаються ті ж дерева, що і у індійців, які сповідують індуїзм. Під ашокою принц Сідхартха з'явився на світ, під деревом бо (ашваттхою, бодхарумою) він досяг просвітління, а закінчив свій земний шлях під квітучим деревом шала.
Найшанованішим деревом у буддистів є дерево просвітління. Бо, під яким сидів Будда, росло в лісах Урувели аж до кінця XIX століття. Існує красива легенда про те, як відросток цієї рослини потрапив на острів Цейлон.
Один з царів, що правив в II столітті до н. е., був ревним прихильником буддизму і послав свого сина на Цейлон з місіонерською метою. Правитель Цейлону погодився прийняти буддизм, і молодий принц відправив до батька гінця з проханням надіслати гілку священного дерева бо з Урувелу. Але відірвати гілку від бо вважалося жахливим святотатством як у індуїстів, так і у буддистів. Тоді цар звернувся до дерева з проханням переселитися в прекрасну золоту вазу, яку він поставив під одну з гілок бо. Треба сказати, що це дерево відноситься до так званих «фікусів-душителів». Насіння його можуть дати паростки не тільки в ґрунті, а й у кроні або розвилці гілок іншого дерева, а потім спускають безліч тонких коренів, які сповзають по стовбуру, досягають землі і вкорінюються. А якщо бо вдається спустити коріння по стовбуру дерева-господаря, воно випускає повітряний корінь, який росте, поки не досягне землі і не вкорениться. І от по ввічливому проханні царя дерево бо, під яким Будда досяг просвітління, випустило кілька повітряних коренів, які спустилися в вазу і вкоренилися в ній. Вазу з молодим деревом було доставлено цареві Цейлону. І як тільки вона була встановлена на землі, коріння бо простяглося через край вази і вкоренилися в землі своєї нової батьківщини. Легендарне дерево живе там і донині. Наприкінці XIX століття англійські вчені визначили його вік — він перевищував 2000 років. Один з відростків цього буддистського дерева-патріарха проживає в Бурятії (у Іволгіному дацані — духовному центрі буддистів Росії).

### Слов'янські священні дерева
Такі ж священні ліси — боголісся — існували у слов'ян і прибалтійських народів. Головним чоловічим деревом вважався дуб, присвячений Перуну у слов'ян (Перкунасу — у балтів), головним жіночим деревом — береза. Охоронцями лісу виступали різні духи, начебто лісовики та мавки (слов'янські дріади). Слов'янські жерці — волхви, як і кельтські друїди, жили у священних гаях і дібровах, навчали премудростям молоде покоління і проводили свої обряди. З прийняттям  християнства священні ліси слов'ян загинули від вогню і сокири, як і інші язичницькі святині. Однак язичницьке коріння проросло в новій релігії і склало основу народних звичаїв проведення християнських свят. Так, на Трійцю прийнято завивати березові гілки, прикрашати ними храми і житла, як це робилося в давнину, а на Івана Купала (з'єднання язичницького Купали та Івана Хрестителя) на Русі донедавна стрибали через багаття, пускали вінки на воду і шукали в лісі квітку папороті.

### Біблійна ботаніка
Згідно Біблії, трави і дерева були вироблені землею за велінням Бога на третій день творіння — ще до того, як було створено небесні світила. Спеціально для людини на землі був створений райський сад, де «зростив Господь Бог із землі кожне дерево, принадне на вигляд і на їжу смачне». Назви райських рослин у Біблії не згадуються (крім міфічних Древа пізнання і Древа життя). Відомо лише, що після гріхопадіння Адам і Єва прикрили свою наготу інжирними листям, а Бог, проклинаючи землю за гріх Адама, пообіцяв, що вона заронить «терниною й будяччям» і люди будуть харчуватися «травою польовою». У біблійних описах життя людства після вигнання з раю згадуються близько 100 різних рослин. Часто людина порівнюється з травою — його життя так само крихке і скороминуще, як життя рослини, а його тіло — так само тлінне, як трава. Найзнаменитіше з цих порівнянь належить пророку Ісайї: «Всяка плоть — трава». Але людина уподібнюється рослині в біблійному оповіданні не тільки через тлінність і швидкоплинність її життя. Як і рослинам, їй притаманний величезний потенціал життя і розвитку. У першому Псалмі Давида праведник уподібнюється дереву: «Блажен муж, що не ходить на раду нечестивих і не стоїть на дорозі грішних, і не сидить на злоріків. Але в Законі Господнім його, і про Закон Його розмірковує він день і ніч. І буде він як дерево, посаджене при потоках вод, яке приносить плід свій під час свій і лист якого не в'яне». Але не завжди насіння добра дають добрі сходи чи хороший урожай. У притчі про сіяча Христос розповідає про те, що насіння, посіяне при дорозі, склювали птиці; потрапило на кам'янистий ґрунт зійшло, але швидко зів'яло під променями сонця; посіяне серед бур'янів не змогло вирости і дозріти, і тільки те, що потрапило в гарний родючий і оброблений ґрунт дало рясний урожай. Так і людина може чути слово Христове і не розуміти його, тоді зерно істини забирає ворог роду людського і воно не зійде в душі людини. Інша людина подібна кам'янистому ґрунту, вона чує, розуміє і з радістю приймає слово, але відступає там, де потрібні зусилля з її боку і завзятість — і паростки істини в її душі в'януть і сохнуть. Заглушують паростки істини в душі людини бур'яни матеріальних прихильностей, турбота про багатство та успіх. І тільки постійна «обробка» душевного ґрунту — запорука рясних врожаїв духа. Таким чином стверджується в Біблії подоба людини і рослини, створених єдиним Творцем, що підкоряються єдиним законам буття і однаково гідних любові та уваги.